# Avant l'aurore (film)
Pour les articles homonymes, voir Avant l'aurore.
Pour plus de détails, voir Fiche technique et Distribution.
Avant l'aurore (titre d'origine : De l'ombre il y a) est un film français de 2015 réalisé par Nathan Nicholovitch.

## Synopsis
Dans les faubourgs de Phnom Penh, où les plaies du génocide Khmers rouges sont encore à vif, Mirinda, un Français travesti et prostitué, vit au jour le jour. L’irruption de Panna, une fillette livrée à elle-même, va bouleverser son équilibre et lui donner le courage de se transformer encore.

## Fiche technique
- Titre original : Avant l'aurore
- Réalisation : Nathan Nicholovitch
- Scénario : Nathan Nicholovitch, David D'Ingéo et Clo Mercier
- Production : Nathan Nicholovitch
- Musique : Guillaume Zacharie
- Photographie : Florent Astolfi
- Son : Thomas Buet
- Montage : Gilles Volta
- Société de production : D'un film l'autre
- Pays de production :  France
- Langue originale : français, anglais et khmer
- Genre : drame
- Durée : 105 minutes
- Dates de sortie :
  - France : 16 mai 2015 (festival de Cannes) ; 19 septembre 2018 (sortie nationale)

## Distribution
- David D'Ingeo : Ben / Mirinda
- Nat Panna : Panna
- Ucoc Lai : Malay
- Clo Mercier : Judith
- Viri Seng Samnang : Viri

## Distinctions

### Festivals / Nominations
- Festival de Cannes / ACID - 2015
- Queer Palm, Cannes - 2015
- Festival international du film de Thessalonique, Grèce - 2015
- Festival international du film francophone Tübingen, Allemagne - 2015
- Mezipatra Queer Film Festival, République Tchèque - 2015
- Cambodia International Film Festival, Cambodge - 2015
- Chéries-Chéris, Paris - 2015
- Festival international du film de Belgrade, Serbie - 2015
- Queer Porto, Portugal - 2015
- Festival international du film de Genève, Suisse - 2015
- Festival Travelling de Rennes - 2016
- Vues d'en face, Saint-Étienne - 2016
- Zinegoak, Espagne - 2016
- Rencontres In&Out de Nice - 2016
- TLVFest, Israël - 2016
- Festival international du film de Transylvanie, Roumanie - 2016
- Écrans mixtes, Lyon - 2016
- Festival Désir... Désirs, Tours - 2016
- Sicilia Queer, Italie - 2016
- Rio Festival de Gênero & Sexualidade no Cinema, Brésil - 2016
- MIX Copenhagen, Danemark - 2016
- LesGaiCineMad, Espagne - 2016
- Beijing Queer Film Festival, Chine - 2016
- World Film Festival of Bangkok, Thaïlande - 2016

### Récompenses
- Mezipatra Queer Film Festival 2015 : Prix spécial du jury[2]
- Chéries-Chéris 2015 : Grand prix Chéries-Chéris et prix d'interprétation pour David D'Ingéo[3]
- Festival international du film de Genève 2015 : Reflet d’Or du meilleur long métrage[4]
- Zinegoak 2016 : Mention spéciale du jury[5]
- Rencontres In&Out de Nice 2016 : Esperluette du meilleur long métrage et Mention spéciale du jury pour David d'Ingéo[6]
- Festival international du film de Transylvanie 2016 : Prix d'interprétation pour David D'Ingéo[7]
- Sicilia Queer 2016 : Premier prix « New Vision » (meilleur long métrage ou documentaire international)[8]

## Autour du film
Avant l'aurore est le second film de Nathan Nicholovitch, après Casa Nostra aussi sélectionné à l'ACID en 2012.